# Leucemia mieloblástica aguda sem maturação
Leucemia mieloblástica aguda sem maturação é um doença de progresso rápido na qual vários glóbulos brancos imaturos (não linfócitos) são achados no sangue e na medula óssea.
É um subtipo da Leucemia mielóide aguda chamada de "M1" na classificação FAB.